# José María Salvador y Barrera
José María Salvador y Barrera (Marchena, 1851-Vigo, 1919) fue un obispo español. 

## Biografía
Nació el 1 de octubre de 1851 en Marchena (Sevilla). Tras doctorarse en filosofía y teología y graduarse en Filosofía y Letras y Derecho Civil  y ejercer durante un tiempo como canónigo en la abadía del Sacromonte, el 16 de diciembre de 1901, el papa León XIII lo preconizó obispo de Tarazona, y el 14 de diciembre de 1905 fue trasladado a la diócesis de Madrid, tomando posesión el 10 de mayo de 1906. Inauguró el Seminario Mayor el 21 de octubre de 1906 y el Seminario Menor de Alcalá el 1 de octubre de 1907. En Madrid creó un montepío para el clero. El papa Benedicto XV lo preconizó arzobispo de Valencia el 4 de diciembre de 1916 y tomó posesión al año siguiente. Allí promovió la doctrina social de la Iglesia y frente a las corrientes  secularizadoras defendió activamente la enseñanza religiosa en el Senado, como senador por el arzobispado de Toledo entre 1907 y 1917 y por derecho propio de 1918 a 1920. Murió repentinamente en Vigo el 4 de septiembre de 1919. Está enterrado en la catedral de Valencia. 